# Svetište Gospe Lurdske
Svetište Gospe Lurdske je katoličko svetište posvećeno Gospi Lurdskoj u gradu Lourdesu u Francuskoj. 
Svetište je odredište za hodočasnike pod upravom Katoličke Crkve i ima nekoliko namjena, uključujući bogoslužne prostore, urede i smještaj bolesnih hodočasnika te njihovih pomagača. Svetište uključuje samu špilju ukazanja, obližnje slavine koje dijele lurdsku vodu i urede Lurdskog medicinskog zavoda, kao i nekoliko crkava i bazilika. Zdanje se prostire na površini od 51 hektara i uključuje 22 odvojena bogoslužna prostora (crkve, kapele, dvorane). Postoji šest službenih jezika svetišta: francuski, engleski, talijanski, španjolski, nizozemski i njemački.
Svetište Gospe Lurdske u Francuskoj nastalo je u 19. stoljeću. Godine 1858., od 11. veljače do 16. srpnja, 14-godišnja djevojčica Bernardica Soubirous imala je ukazanja Djevice Marije, u kojima je Marija stajala kraj ružinog grma na ulazu u špilju Massabielle, na lijevoj obali rijeke Gave. Nakon nedjeljne mise 14. veljače, Bernardica je imala i drugo ukazanje. Za vrijeme trećega ukazanja 18. veljače Gospa je prvi put progovorila te joj rekla da dolazi u špilju sljedećih petnaest dana. U početku su njezini roditelji, osobito njezina majka, bili protiv odlaženja u špilju te su joj u više navrata i zabranjivali ponovni odlazak. Za vrijeme devetoga ukazanja 25. veljače Gospa joj je naredila da otkopa malo zemlje u špilji gdje se nalazio izvor. Na izvoru se pojavljivao sve veći mlaz vode, a nekoliko čudesnih ozdravljenja dogodilo se već tijekom ukazanja. Nakon što je Bernardica upitala Gospu za vrijeme šesnaestoga ukazanja 25. ožujka tko je ona, Gospa joj je odgovorila: "Ja sam Bezgrješno začeće". Gospa joj je za vrijeme ukazivanja odala tri tajne koje nikome nije smjela reći. Posljednje, osamnaesto ukazanje dogodilo se 16. srpnja 1858. godine. Prije posljednjega ukazanja špilju je zaštitila lokalna vlada, a Bernardica je klečala izvan ograde pokraj rijeke i tada je vidjela Gospu koja je izgledala ljepše no ikada prije.
Na kopnu omeđenom petljom rijeke Gave nalazi se izdanak stijene zvane Massabielle, (od fra. masse vieille: „stara masa“). Na sjevernom dijelu ove stijene, u blizini obale rijeke, nalazi se prirodna plitka špilja nepravilnog oblika, u kojoj su se dogodila ukazanja. U vrijeme ukazanja, špilja je ležala podalje izvan grada, na zajedničkom terenu koji su seljani različito koristili za ispašu životinja, sakupljanje drva za ogrjev i kao odlagalište smeća, i bio je na glasu kao neprijatno mjesto.
Godine 1864., lionski kipar Joseph-Hugues Fabisch na temelju Bernadičinih opisa načinio je kip Gospe Lurdske. Iako je to postao ikonski simbol Gospe Lurdske, statua prikazuje lik koji je ne samo stariji i viši od Bernadičinoga opisa, već i više u skladu s ortodoksnim i tradicionalnim prikazima Djevice Marije. Kip se nalazi u niši u kojoj se Bogorodica ukazala Bernardici. Prvobitni grm divlje ruže uništili su ubrzo nakon ukazanja hodočasnici koji su tražili relikvije, ali je noviji zasađen u blizini.
Zbog francuskog političkog preokreta, koji je rezultirao prinudnim odvajanjem Crkve i države, imovina i zemljište Svetišta bili su oduzeti Crkvi i vraćeni u vlasništvo grada 1910. Tadašnji biskup, mons. François-Xavier Schoepfer osporio je ovu konfiskaciju i bilo mu je dozvoljeno da zakupi Svetište od grada do izbijanja Prvog svjetskog rata 1914.
Kasnije je posjet maršala Philippea Pétaina 1941. godine u Lurdu omogućila službeno priznanje Svetišta. Crkveni službenici uspješno su podnijeli molb Pétainu, da dozvoli Crkvi povrat vlasništva nad Svetištem.

## UNITALSI
UNITALSI je Talijanska unija za prijevoz bolesnika u Lourdes i međunarodna svetišta, koju je, potaknut svojim posjetom Lourdesu, osnovao Talijan Giovanni Battista Tomassi. Tomassi je rođen u Rimu 29. studenoga 1880. Bolovao je od teškog oblika artritisa te je još od djetinjstva bio u invalidskim kolicima. Krajem kolovoza 1903. odlazi na hodočašće u Lourdes, zavjetujući se da će,  ukoliko ne dobije ozdravljenje, utoliko izvršiti samoubojstvo pred Gospinim kipom. Došavši do špilje u kojoj se Bernardici Soubirous Blažena Djevica Marija objavila kao Bezgrešno začeće i vidjevši volontere koji su pomagali bolesnicima i onemoćalima ući u pećinu na molitvu, odlučio je na lourdeskom kolodvoru povjeriti se biskupima Radiniju Tedeschiju i Angelu Roncalliju (budućem papi Ivanu XXIII.) te iznijeti svoje namisli o osnutku udruge za pomoć hodočasnicima s tjelesnim i duševnim poteškoćama. Udruga je osnovana još iste godine (1903.) i djeluje do danas te broji više od 70 000 članova.